# Io Appolloni
Io Appolloni (Camino di Verchiano, Perúgia, Itália, 19 de março de 1945), nome artístico de Giuseppa (Giuseppina) Appolloni, é uma atriz, cantora, dramaturga, comediante e empresária portuguesa de origem italiana. Obteve a nacionalidade portuguesa a 19 de março de 1975, tendo assumido a cidadania portuguesa com o nome de Jusepa Appolloni.

## Carreira
Nasceu em Camino di Verchiano, uma aldeia da comuna de Foligno, província de Perúgia, na região da Umbria, em Itália, onde chegou a apascentar ovelhas quando criança. Mudou-se no início da adolescência para Roma, onde frequentou um colégio de freiras e, devido à curiosidade suscita pela frequência do Centro Cultural Americano da rua onde morava e já depois de ser capa de revista com uma sessão fotográfica para a revista ABC, viria a frequentar o curso de interpretação no Centro Sperimentale di Cinematografia, impulsionada pelo irmão. Ao terminar o curso de Interpretação, em 1963, a escola atribuiu como prémio aos seus finalistas uma ida ao Festival de Cinema de Veneza, onde conheceu Pier Paolo Pasolini, que a convidou para um papel secundário em Comizi d'Amore. Em outubro de 1963, estreou-se no teatro com Tino Scotti, numa peça de cujo nome diz não se recordar e em que participou ainda como Giuseppina Appolloni. Por sugestão do produtor Lino Haggiag, da Dear Film, adotou o nome artístico Io Appolloni (contração do latim Iosephus), por ser mais apelativo. Em Veneza, desperta a atenção do espanhol Cesário Gonçalves, agente de artistas como Joselito, Lola Flores e Sarita Montiel, que propõe a Io participar num filme, a rodar em Espanha, pelo realizador Manuel Mur Oti. É graças a este encontro fortuito que filma em 1965, a longa-metragem Louca Juventude, no papel de Paola di Rissi, que contracena com Joselito. Logo a seguir, no mesmo ano de 1965, tem uma participação menor em outro filme, Jenny, a Mulher Proibida, de Juan Bardem. Pelo meio, estreou-se como cantora no Casino de Gibraltar. Paralelamente, frequentou, em Espanha, os cursos de Dança Clássica e Flamenca (1964-65) e de Canto (1965).
A sua experiência no cinema espanhol chamou a atenção em Portugal, onde foi capa da revista Plateia, tendo sido contratada por Eduardo Damas, empresário do Teatro Maria Vitória, para participar na peça de teatro de revista Sopa no Mel (1965), ao lado de Camilo de Oliveira e Florbela Queiroz, que, juntamente com Eduardo Damas e a comunicação social portuguesa, a receberam à chegada ao aeroporto de Lisboa a 27 de fevereiro de 1965. Ainda durante o Estado Novo, e já em Portugal, a peça O Vison Voador (1969) fez grande sucesso, levando Io a ingressar em tournée nos teatros de operações militares da Guerra do Ultramar, em Angola e Moçambique, onde atuou para as tropas portuguesas. Após a revolução de 25 de Abril de 1974, filiou-se no Partido Comunista Português, por influência de Rogério Paulo, tendo sido militante durante vários anos. No contexto das campanhas de dinamização cultural promovidas pelo Movimento das Forças Armadas, fundou um grupo de teatro em Manteigas. Tentou, após a revolução, ingressar em grupos de teatro independente e experimental, mas nunca foi aceite, considerando a sua longa experiência em teatro de revista. A participação na peça Guilherme e Marinela, em 1978, suscitou grande adesão do público, que esgotou os bilhetes, e o respetivo cartaz, em que Io aparece nua de costas, suscitou enorme polémica devido ao seu caráter antimachista, levando que a RTP nunca tivesse transmitido a peça na televisão, apesar de a ter gravado, tendo Io sido interrogada pela Polícia Judiciária.
Participou na série humorística de Camilo de Oliveira, As Aventuras do Camilo, em 1997, e nas séries Médico de Família, em 2000, e Floribella, em 2006. Em 2011, participou no Reality Show Perdidos na Tribo, da TVI.
No cinema protagonizou vários filmes, como Sofia ou a Educação Sexual (1974), A Santa Aliança (1980), A Mulher que Acreditava Ser Presidente dos Estados Unidos (2003) e Transe (2006).
Em 1990, após um período de inatividade na carreira artística, tirou o curso de Cozinha na Escola de Hotelaria de Lisboa, tendo gerido uma empresa especializada na confeção de tiramisu, que chegou a abastecer cadeias de supermercados, restaurantes e o Casino Estoril, mas que Io decidiu encerrar em 2012. O seu livro Os doces da Io (1997), com prefácio de Maria de Lourdes Modesto, recebeu o Garfo Literário, atribuído pelo Instituto do Gosto e dos Aromas.

## Televisão
| Ano         | Projeto                        | Papel                | TV   |
| ----------- | ------------------------------ | -------------------- | ---- |
| 1967        | Riso e Ritmo                   | Não Divulgado        | RTP1 |
| 1978        | Guilherme e Marinela           | Marinela             | RTP1 |
| 1989        | Esta Noite Sonhei com Brueghel | Flores               | RTP1 |
| 1994        | Desculpem Qualquer Coisinha    | Berta Gomes          | RTP1 |
| 1996        | Primeiro Amor                  | Carla Baptista       | RTP1 |
| 1996        | Todos ao Palco                 | Não Divulgado        | RTP1 |
| 1997        | As Aventuras do Camilo         | Ivana Sarmento       | SIC  |
| 1997        | As Lições do Tonecas           | Não Divulgado        | RTP1 |
| 1997        | O Vison Voador                 | Não Divulgado        | RTP1 |
| 1998        | A Birra do Morto               | Não Divulgado        | RTP1 |
| 2000        | Médico de Família              | Miss Ford            | SIC  |
| 2001        | Querido Professor              | Helga                | SIC  |
| 2002        | Não Há Pai                     | Vidente              | SIC  |
| 2002        | Um Estranho Em casa            | Mãe de Paulo         | RTP1 |
| 2002 - 2003 | O Último Beijo                 | Amélia Coletti       | TVI  |
| 2004        | Uma Aventura no Ribatejo       | Tia Estefânia        | SIC  |
| 2006        | Floribella                     | Duquesa              | SIC  |
| 2006        | 7 Vidas                        | Maria da Purificação | SIC  |
| 2011        | Camilo, o Presidente           | Eva Lombardi         | SIC  |
| 2011        | Perdidos na Tribo              | Concorrente          | TVI  |
| 2014        | Água de Mar                    | Carmen               | RTP1 |
| 2015        | Mar Salgado                    | Conservadora         | SIC  |
| 2020        | Amigos Improváveis: Famosos    | Participante Famosa  | SIC  |
| 2023        | Hell's Kitchen - Famosos       | Concorrente          | SIC  |

## Cinema
- Portugal Não Está à Venda, de André Badalo, 2019
- Transe, de Teresa Villaverde, 2005
- A Mulher Que Acreditava Ser Presidente dos EUA, de João Botelho, 2002
- Aparelho Voador a Baixa Altitude, de Solveig Nordlund, 2001
- Tráfico, de João Botelho, 1998
- Três Irmãos, de Teresa Villaverde, 1994
- Passagem Por Lisboa, de Eduardo Geada, 1994
- Amores de Salazar, de Manuel Carvalheiro, 1982
- A Vida É Bela?!, de Luís Galvão Teles, 1981
- A Santa Aliança, de Eduardo Geada, 1980
- O Funeral do Patrão, de Eduardo Geada, 1975
- Sofia ou a Educação Sexual, de Eduardo Geada, 1974
- Derrapagem, de Constantino Esteves, 1973
- Comizi d'amore, de Pier Paolo Pasolini, 1965
- Loca juventud, de Manuel Mur Oti, 1964
- I Nuvoloni, de Amasi Damiani, 1964[5]
- Los pianos mecânicos, de Juan Antonio Bardem, 1964

## Teatro
- 1965 - Sopa no Mel - Teatro Maria Vitória[9]
- 1965 - E Viva o Velho! - Teatro Maria Vitória[10]
- 1966 - Esta Lisboa que eu Amo - Teatro Monumental[11]
- 1967 - Duas Pernas...Um Milhão - Teatro Capitólio[12]
- 1967 - Como Vencer na Vida sem Fazer Força - Teatro Capitólio[13]
- 1968 - La Rompeplatos - Teatro La Latina, Madrid[5]
- 1969 - O Vison Voador - Teatro Villaret[14]
- 1970 - Alto Lá Com Elas - Teatro ABC[15][16]
- 1971 - Uma Cama Para Toda a Gente - Teatro Monumental[17]
- 1973 - A Cama dos Comuns - Teatro Variedades[2]
- 1973 - É P'ró Menino e P'rá Menina - Teatro ABC[18]
- 1974 - Dois num Guarda-Vestidos - Teatro Variedades[19][2]
- 1974 - Ralações Sexuais - Teatro Villaret[20]
- 1975 - O Funeral do Patrão de Dario Fo
- 1978 - Guilherme e Marinela - Sala-estúdio Satélite do Cine-Teatro Monumental[21]
- 1981 - Viver Mulher - Teatro da Comuna[2] e digressão[22]
- 1984 - Casal Aberto de Dario Fo e Franca Rame
- 1987 - Seis Personagens à Procura de Autor - Teatro São Luiz[23]
- 1987 - Socorro... Sou Uma Mulher de Sucesso! - Teatro Laura Alves[24]
- 1990 - Os Bancários Também Têm Alma - Teatro Villaret[25]
- 2009 - Poemas Na Minha Vida - Forte de São Sebastião (São Tomé)[26]
- 2011 - Retratos da Commedia dell'Arte (colaboração) - Festival de Teatro de Almada[27]
- 2012 - Stasera, arsenico - Teatro Dehon (Bolonha, Itália)[28]
- 2015 - MarLeni - Escola de Mulheres[29]
- 2017 - Noite da Liberdade - Teatro de Almada[30]

## Rádio (como atriz)
- 1981 - Aventuras de Basílio Fernandes Enxertado (folhetim)
  - Lista incompleta

## Livros
- Os doces da Io (1997)

## Vida pessoal
Teve um relacionamento com Camilo de Oliveira, de quem teve um filho, Camilo Humberto Appolloni de Oliveira, nascido em 1969; na época, Camilo de Oliveira era casado com outra mulher, pelo que Io Appolloni teve ordem da PIDE para abandonar Portugal no prazo de 48 horas, tendo sido chamada à sede da polícia política, onde conseguiu que Aníbal Nazaré, autor de várias peças de teatro de revista onde Io Appolloni entrou, intercedesse junto do diretor da PIDE, Silva Pais, para evitar a extradição de Io Appolloni. A partir de 1972, teve um relacionamento com Eduardo Geada e desse relacionamento foi mãe de Rossana Maria Appolloni Geada, nascida em 1976. Casou com Luís de Almeida, desse casamento é mãe de Bruno Bernardino Appolloni de Almeida, nascido em 1983. Teve também um relacionamento com António Reis.
Em 1978, foi a primeira mulher em Portugal a anunciar publicamente, no programa televisivo Directíssimo, de Joaquim Letria, que havia realizado uma interrupção voluntária da gravidez, quando engravidou de Camilo de Oliveira pela primeira vez na década de 1960, uma decisão tomada conjuntamente com Camilo de Oliveira. Chegou a ser interrogada pela Polícia Judiciária em 1978, uma vez que a interrupção voluntária da gravidez era então criminalizada.